# 도쿄 세활레

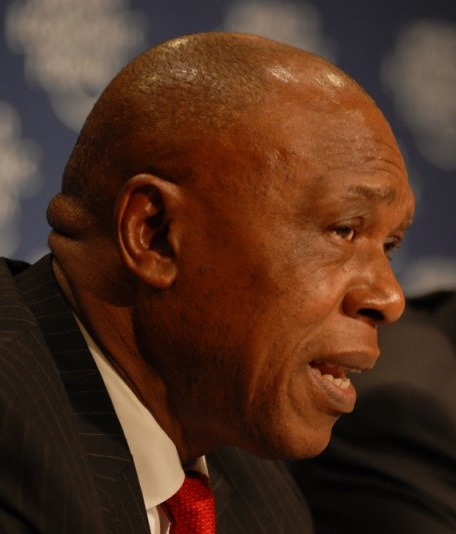

모시마 가브리엘 도쿄 세활레(Mosima Gabriel "Tokyo" Sexwale, 1953년 5월 5일~)는 남아프리카 공화국의 사업가, 정치인, 반 인종차별 운동가이다.
인종차별에 맞선 반아파르트헤이트 운동으로 정치범이 되어, 넬슨 만델라 전 남아공 대통령과 함께 로벤섬에 투옥됐었다. 아파르트헤이트 체제가 끝난 후인 1994년 남아공의 첫 보통 선거가 있었던 시기에는 하우텡주 최초의 흑인 주지사로 당선되어 1998년까지 지냈다. 2009년부터 남아공의 휴먼 세틀먼트부(Minister of Human Settlements)장관이 되어 2013년까지 지냈다.
2010년 FIFA 월드컵의 유치위원회와 조직위원회를 이끌며 축구 정치와 인연을 맺은 그는 2015년 FIFA 회장 선거의 출마 의사를 밝히기도 하였다.